# Adélaïde Valentin
Vous lisez un « article de qualité » labellisé en 2021.
Pour les articles homonymes, voir Valentin.
Adélaïde Valentin, parfois seulement nommée colonelle Valentin, est une ouvrière communarde française. Elle est, durant le dernier mois de la Commune de Paris, colonelle de la légion des Fédérées.
Adélaïde Valentin participe en avril 1871 à la fondation de l'Union des femmes pour la défense de Paris et les soins aux blessés, dont elle devient déléguée au Comité central provisoire. Présente au sein des clubs, en particulier celui de l'église Saint-Éloi du 12e arrondissement, elle dirige à partir du 10 mai la légion des Fédérées, une organisation militaire exclusivement féminine au sein de laquelle elle participe à la chasse aux réfractaires.
Peu de traces de sa vie ont été conservées, à l'exception de ses prises de paroles virulentes dans les clubs, où elle exhorte les femmes à participer à la défense de la Commune, qui sont remarquées par ses contemporains — en particulier, l'observateur anti-communard Paul Fontoulieu. Sa vie postérieure à la Commune n'est pas connue.

## Biographie
Très peu d'éléments de la vie d'Adélaïde Valentin sont connus, en particulier aucun en dehors de son parcours durant la Commune de Paris. Elle se présente comme ouvrière, et est domiciliée cour des Petites-Écuries, dans le 10e arrondissement de Paris.

### Engagement communard dans le12earrondissement
L'entrée en guerre de la France contre l'Allemagne durant l'été 1870 voit la chute de Napoléon III, du Second Empire puis la proclamation de la Troisième République le 4 septembre 1870. Le 18 mars 1871, en réaction à la capitulation de la France face à l'Allemagne et à la nouvelle Assemblée nationale à majorité monarchiste, la population parisienne et la Garde nationale se soulèvent. La Commune de Paris est proclamée le 28 mars. La vie politique s'organise autour d'un Conseil élu et de réunions publiques dans des clubs — déjà présents avant le soulèvement —, qui réunissent « citoyens » et « citoyennes » d'un même quartier ou aux opinions similaires. 
Les premières mentions d'Adélaïde Valentin remontent au mois d'avril 1871. Elle est une communarde active qui fréquente plusieurs clubs. Sa participation est attestée dans trois d'entre eux, le club du Comité de vigilance du 4e arrondissement à l'église Saint-Paul, le club des Prolétaires, établi à l'église Saint-Ambroise du 11e arrondissement, et le club Éloi, qui occupe l'église Saint-Éloi du 12e arrondissement. Au sein de ce dernier, la participation des femmes est importante ; élus de la Commune, de l'arrondissement et officiers de la Garde nationale s'y rendent aussi, ce qui en fait le centre de l'action révolutionnaire du 12e arrondissement.
À la fin du mois d'avril 1871, un « Comité de républicaines » est mis sur pied dans l'arrondissement, soutenu par le maire Jean Fenouillas (dit Philippe), afin de participer à l'organisation de l'assistance publique. L'historien britannique Martin Philip Johnson avance qu'Adélaïde Valentin a pu en être membre. Il se base sur l'accusation portée par une autre membre, Julie Magot, devant le conseil de guerre après la Commune. Elle accuse Valentin d'avoir aidé à expulser des religieuses d'une institution caritative locale, ce qui correspond justement aux types d'actions pratiquées par le Comité de républicaines.

### Déléguée de l'Union des femmes
Adélaïde Valentin participe à la fondation d'un mouvement féministe, l'Union des femmes pour la défense de Paris et les soins aux blessés, dirigé par la révolutionnaire russe Élisabeth Dmitrieff,. L'organisation, la plus importante des différents organismes indépendants du gouvernement de la Commune, est constituée de comités présents dans chaque arrondissement qui sont réunis au sein d'un Comité central. Valentin est l'une des sept déléguées — toutes ouvrières, — au Comité central provisoire lors de la fondation le 11 avril 1871 ; Martin Philip Johnson émet l'hypothèse selon laquelle le Comité de républicaines serait une branche locale de l'Union des femmes.

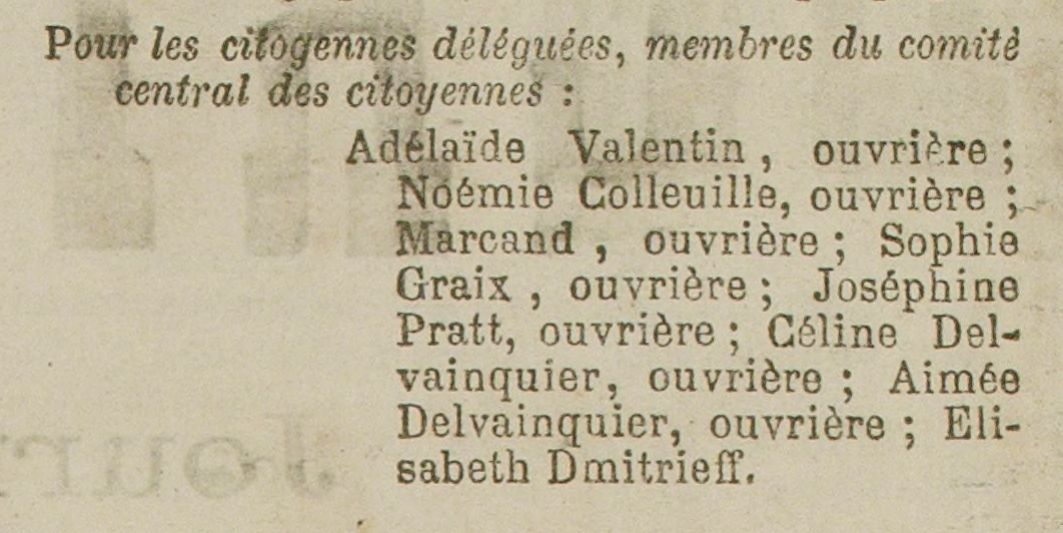
Signatures de l'« Adresse des citoyennes à la commission exécutive de la Commune de Paris » publiée dans le Journal officiel.

Le 14 avril, elle figure en tête des huit signataires — les sept déléguées et Dmitrieff — d'une adresse à la Commission exécutive du conseil de la Commune publiée au Journal officiel, puis dans Le Cri du peuple. L'Union des femmes demande une assistance organisationnelle et déclare ses intentions : restructurer le travail féminin et prendre part activement à la défense de la ville,. Le 17 avril, avec Blanche Lefebvre et la citoyenne Girard, elle est signataire de l'avis de la troisième réunion publique organisée le 21 avril à l'église Notre-Dame-de-la-Croix de Ménilmontant,, où sont désignées des déléguées supplémentaires pour les comités d'arrondissement. Adélaïde Valentin n'est pas membre du nouveau Comité central mis en place après la quatrième réunion publique, qui est composé des déléguées de chacune des branches de l'Union par arrondissement.

### Colonelle de la légion des Fédérées

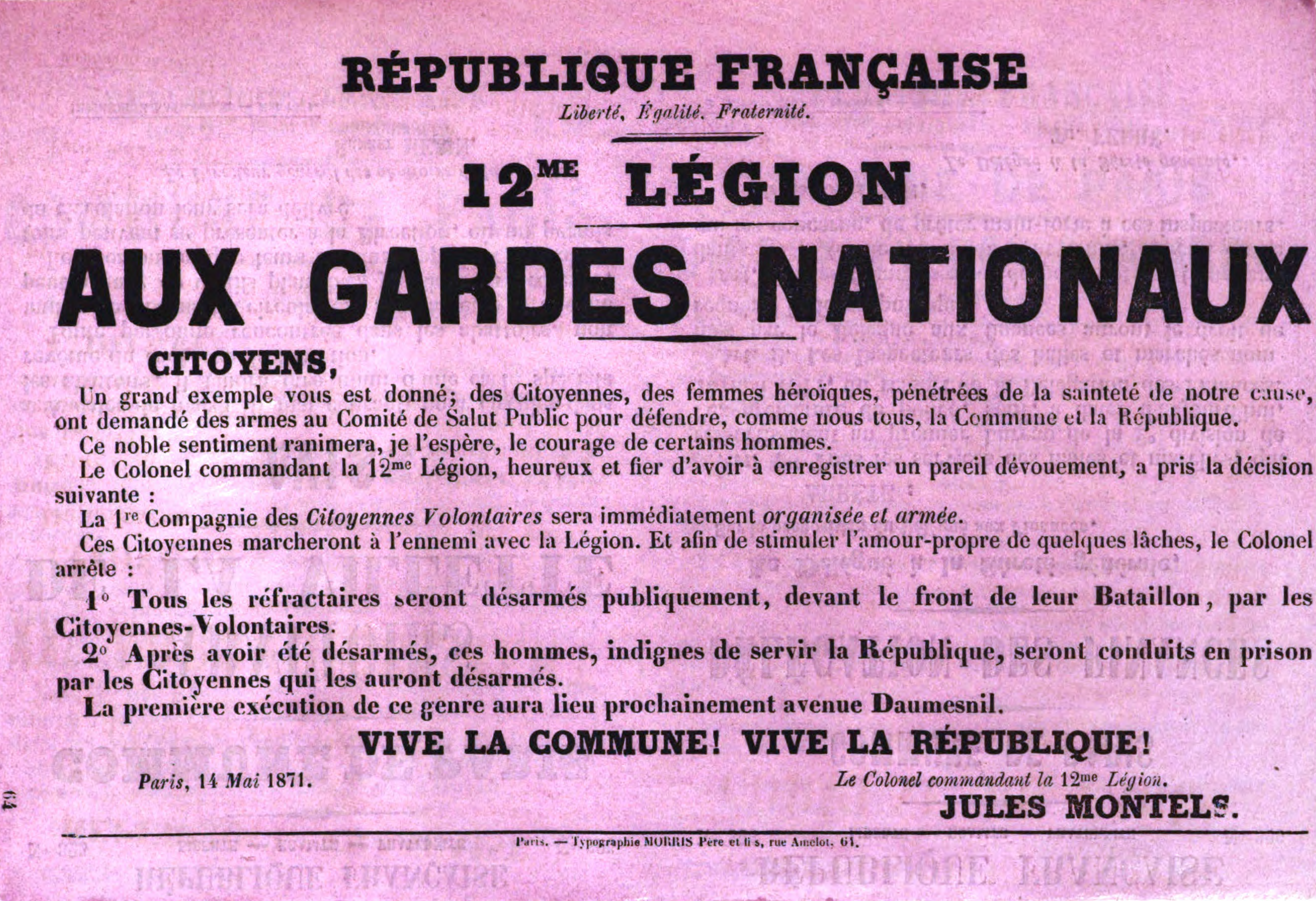
Proclamation de la 1re compagnie des citoyennes volontaires dans le, signée par Jules Montels (issu des Murailles politiques françaises, 1874).

Adélaïde Valentin devient au cours du mois de mai 1871 colonelle de la légion des Fédérées. Cette unité, exclusivement féminine, est fondée le 10 mai par le colonel Jules Montels, sur l'ordre du maire du 12e arrondissement Philippe. La légion a pour mission d'organiser la chasse aux réfractaires de la Garde nationale, une activité déjà pratiquée par les femmes. Elle est armée et organisée militairement. Le nombre de ses membres oscille entre une vingtaine et une centaine selon les témoignages. La légion reçoit la participation des femmes du club Éloi,. Adélaïde Valentin, faite colonelle, est choisie pour diriger la légion,, aux côtés de la capitaine Louise Neckbecker (née Keinerknecht, passementière âgée de 28 ans, ambulancière) et de la porte-drapeau Marie Rogissart.
Dès le 12 mai, les femmes marchent avec la XIIe légion (la Garde nationale du 12e arrondissement), d'après le récit d'un membre du Conseil de la Commune, Benoît Malon,. Leurs défilés sont attestés par différents témoignages ; on témoigne, durant le procès de Louise Neckbecker, qu'elle fut vue durant le mois de mai, « ornée d'un brassard rouge, recevant devant la mairie du 12e arrondissement des mains de la femme Valentin, un drapeau rouge qu'elle a porté à l'Hôtel-de-ville, escorté d'environ cent autres femmes ». Plusieurs hommes ont témoigné avoir été arrêtés par des gardes nationaux sur dénonciation des femmes de la légion. En effet, les femmes sont cantonnées à un rôle de démonstration : elles ne s'en prennent pas directement aux réfractaires et doivent faire appel aux hommes de la Garde nationale.
Il ne subsiste pas de traces directes des actions d'Adélaïde Valentin, mais différents témoignages concordent sur son rôle. Sont en revanche connues plusieurs de ses prises de parole aux clubs durant le mois de mai, dans lesquelles elle exhorte les femmes à rejoindre les rangs armés de la Commune, et qui sont remarquées pour leur virulence par les témoins. Les femmes de la légion sont très présentes au club Éloi, où elles organisent un total de neuf réunions.

### Semaine sanglante et disparition
Le dernier discours d'Adélaïde Valentin qui nous est parvenu s'est tenu au club des Prolétaires le 20 mai, à la veille de l'entrée des forces loyalistes dans Paris, évènement qui marque le début de la Semaine sanglante et la chute de la Commune. D'après le procès-verbal de la réunion, Valentin engage les femmes à rejoindre la légion des Fédérées : elle appelle « toutes les citoyennes à se rendre utiles à la cause que nous défendons aujourd'hui ; elle dit de garder les postes dans Paris pendant que les hommes iront au combat ». Elle termine son discours martial, en demandant « la distribution de défroques confisquées des religieuses […] aux enfants », et que « les fleurs qui se trouvent aux autels, chapelles et partout auprès des madones, qu'on les donne dans les écoles comme récompense aux enfants pour orner les mansardes des pauvres gens »,. D'après l'historien Martin Philip Johnson, elle évoque les fleurs devant une statue de la Vierge Marie, mai étant le mois qui lui est dédié. Sa proposition est adoptée à l'unanimité. Un membre du club la remercie et l'invite à revenir, une reconnaissance peu habituelle que Martin Philip Johnson interprète comme une marque de considération de son statut de colonelle.
Après le 20 mai 1871, aucune trace ne subsiste d'Adélaïde Valentin. On ne sait pas ce qu'elle fit pendant la Semaine sanglante, on ignore tout de sa vie postérieure à la Commune, et même si elle a survécu à la répression — les combattantes de la légion subirent de lourdes condamnations et Marie Rogissart est déportée en Nouvelle-Calédonie,.

## Représentation

### Portrait hystérique et discours rapportés

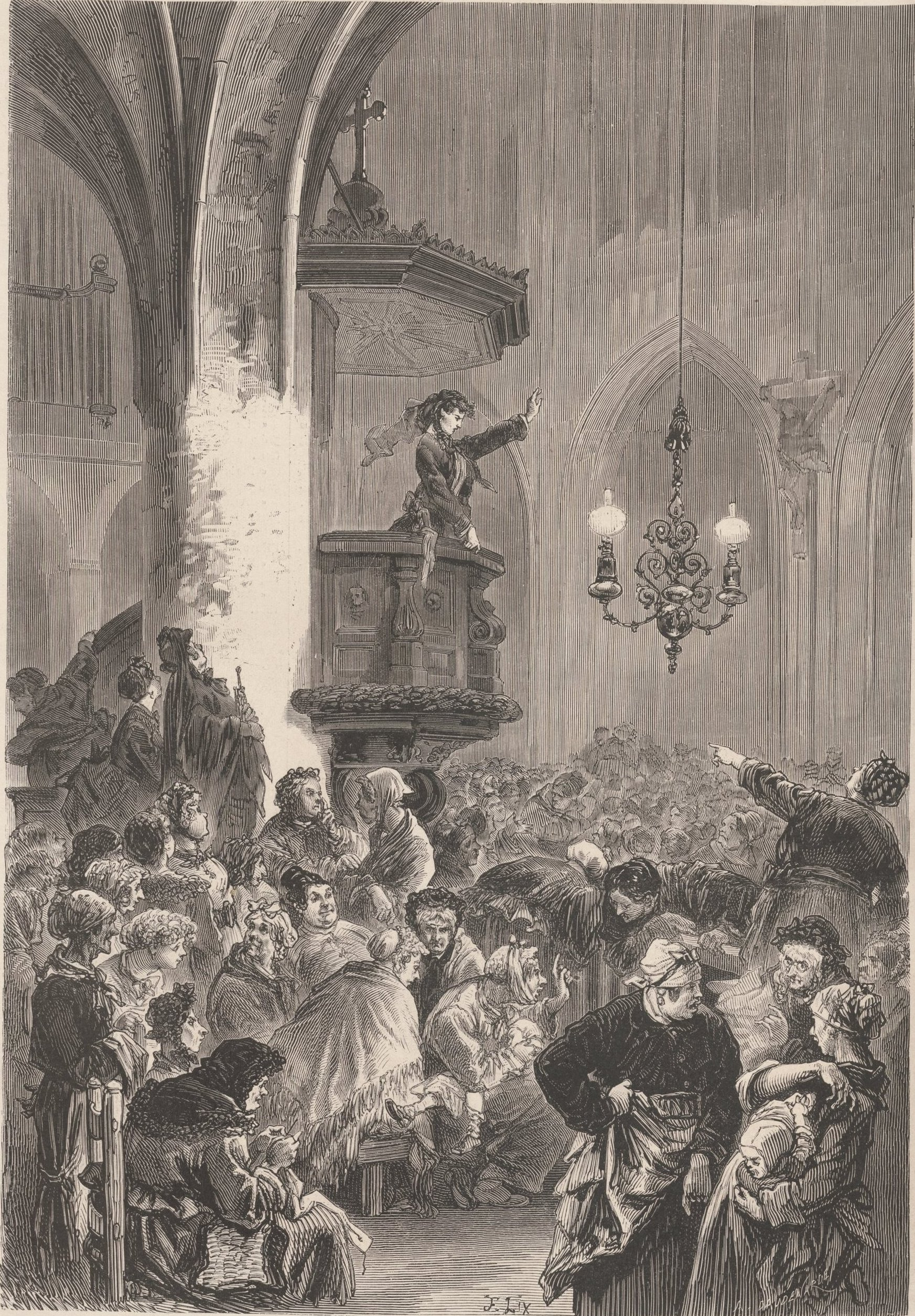
Une séance du Club des femmes dans l'église Saint-Germain-l'Auxerrois, gravure de Frédéric Lix pour Le Monde illustré du 20 mai 1871.

L'abbé Paul Fontoulieu, observateur anti-communard mais généralement fiable, dresse d'elle dans son ouvrage Les Églises de Paris sous la Commune un portrait hystérique. Il décrit une femme « petite, grasse, à cheveux rouges ; une énergumène de la pire espèce que l'on voit à l'ouverture de tous les clubs », « fille publique » et « maîtresse de Philippe », le maire du 12e arrondissement,. Il la cite à plusieurs reprises mais ne reprend que ses paroles virulentes, voire violentes, telles que : « J'engage toutes les femmes à dénoncer leurs maris et à leur faire prendre les armes. S'ils refusent, fusillez-les ! » à la séance du 16 mai du club Éloi. Martin Philip Johnson remarque que cette image contraste pourtant avec le seul autre discours connu d'elle, qui n'est pas rapporté par Fontoulieu mais par le procès-verbal de la séance. Le 20 mai au club des Prolétaires, elle porte une attention envers la Sainte Vierge et les enfants les plus pauvres.
La citation du 16 mai est corroborée par un témoin oculaire qui affirme, lors d'un conseil de guerre, avoir assisté à la déclaration d'une femme au club Éloi qui appelait les citoyennes à s'en prendre à leur mari s'ils refusaient de rejoindre l'armée, sans préciser toutefois l'identité de l'oratrice. Un autre témoin du club Éloi (citations extraites du procès de Pierre Budaille) : « J'ai vu […] une femme monter dans la chaire avec un revolver à la main. Elle disait qu'elle brûlerait la cervelle à son mari s'il ne voulait pas marcher et que toutes les femmes devaient en faire autant ». Fontoulieu attribue des propos similaires à Valentin,. Après la chute de la Commune, lorsque sa camarade Julie Magot tente de se disculper devant le conseil de guerre, elle accuse Valentin d'être une clubiste très violente et d'avoir menacé son propre époux, qui serait un employé de la mairie.
Paul Fontoulieu rapporte également qu'« elle était toujours armée » d'un sabre,. Il cite la séance du club des Prolétaires du 18 mai, où, brandissant son arme, elle aurait dénoncé les ecclésiastiques : « Citoyens, il y a encore dans le quartier ces canailles de prêtres. C'est une honte. En sortant d'ici, il faut aller les égorger et les hacher comme de la viande de cochon,. » Adélaïde Valentin n'est pas la seule femme à montrer son arme à la tribune pour intimider ou renforcer ses propos, Julie Magot en a été accusée et Louise Michel en témoigne dans ses Souvenirs en 1898,.

### Illustration de Bertall

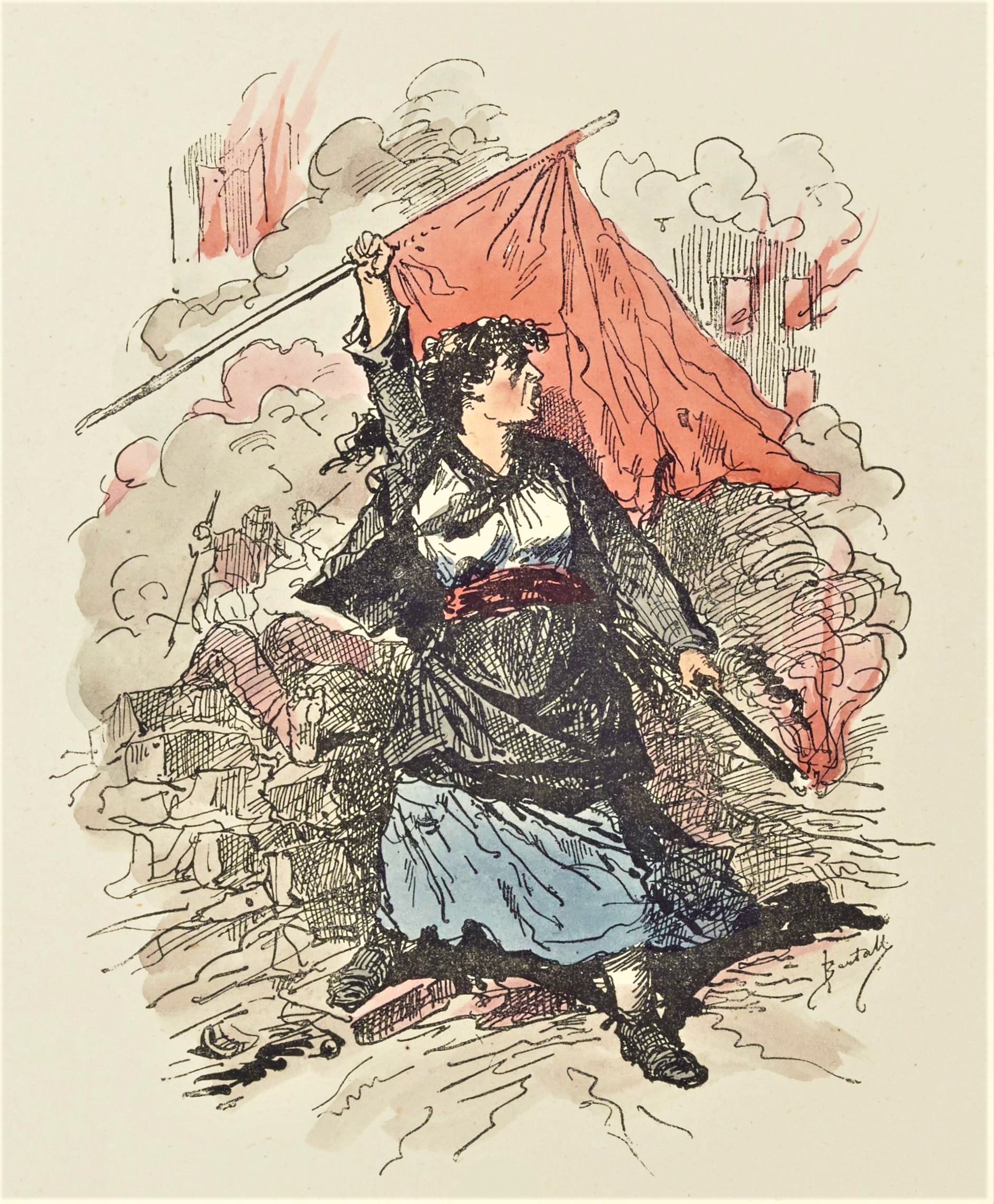
La Barricade par Bertall, 1871.

Au sein de la série de portraits Les Communeux : Types, caractères, costumes, de l'illustrateur Bertall et publiée en 1871, figure une illustration intitulée La Colonelle, que le dictionnaire biographique Le Maitron rapproche de la « colonelle Valentin ». Une femme est représentée à mi-chemin entre les rôles de genre féminin et masculin. Elle est vêtue d'un costume d'officier (avec épaulettes et képi), d'un pantalon moulant, maintient ses cheveux enroulés et est armée d'un sabre. Elle se tient entre deux hommes et une femme en habits genrés qui sont esquissés à l'arrière-plan,. Sa posture, à la fois masculine et féminine, fière,, se distingue de celle d'une autre combattante dans une illustration intitulée La Barricade. L'historien Gay L. Gullickson souligne que si la communarde en action a une figure clairement féminine, elle a une apparence hirsute et rude, voire disgracieuse, proche de la caricature des « pétroleuses »,, et qu'elle est isolée. On retrouve la posture masculine dans Club à l'église, avec une clubiste debout dans la chaire d'une église devant une assemblée armée. Ces mises en scènes illustrent le point de vue anti-communard, sur le chaos social qu'est censée être la Commune, en particulier sur les basses mœurs attribuées aux femmes révolutionnaires.

#### Notices biographiques
- « Valentin Adélaïde, dite « la colonelle » », dans Michel Cordillot (coord.), La Commune de Paris 1871 : Les acteurs, l'événement, les lieux, Éditions de l'Atelier, coll. « Maitron », 2021, 1437 p. (ISBN 978-2-7082-4596-9), p. 1304.
- « Valentin Adélaïde », dans Claudine Rey, Annie Limoge-Gayat et Sylvie Pépino, Petit dictionnaire des femmes de la Commune de Paris, 1871 : Les Oubliées de l'histoire, Limoges, Le bruit des autres, 2013, 301 p. (ISBN 978-2-35652-085-2).

#### Source primaire
- Paul Fontoulieu (préf. Armand de Pontmartin), Les Églises de Paris sous la Commune, E. Dentu, 1873, 400 p. (lire en ligne).

#### Ouvrages et articles généraux
- Édith Thomas, Les « Pétroleuses », Éditions Gallimard, coll. « La suite des temps », 1963, 295 p..Édition utilisée pour cet article, enrichie d'une préface et de notes : Édith Thomas (préf. Chloé Leprince), Les « Pétroleuses », Paris/45-Malesherbes, Éditions Gallimard, coll. « Folio histoire », 2021, 394 p. (ISBN 978-2-07-287973-9).
- (en) Martin Philip Johnson, « Citizenship and gender: the légion des Fédérées in the Paris Commune of 1871 », French History, vol. 8, no 3,‎ septembre 1994, p. 276-295 (lire en ligne).
- (en) Carolyn J. Eichner, Surmounting the Barricades : Women in the Paris Commune, Indiana University Press, 2004, 279 p. (ISBN 978-0-253-34442-7, lire en ligne).Traduit en français par Bastien Craipin (trad. de l'anglais), Franchir les barricades : Les femmes dans la Commune de Paris, Paris, Éditions de la Sorbonne, coll. « Histoire de la France aux XIXe et XXe siècles », 2020, 312 p. (ISBN 979-10-351-0522-8).